# Licá
Licá, właśc. Luís Carlos Pereira Carneiro (ur. 8 września 1988 w Lamelas) – portugalski piłkarz występujący na pozycji napastnika w portugalskim klubie Belenenses SAD.

## Kariera klubowa
W 2007 roku, w wieku 19 lat, po wcześniejszej grze w niższych ligach podpisał kontrakt z Académicą Coimbra. Przez pierwsze dwa sezony rzadko występował w drużynie. W sezonie 2007/08 był wypożyczony do Tourizense. 22 lutego 2009 trafił pierwszego gola dla Academici, w wygranym spotkaniu z CS Marítimo.
W styczniu 2010 roku został wypożyczony do drugoligowego CD Trofense. Trafił pięć goli w 27 spotkaniach, a Trofense było bardzo bliskie awansu do najwyższej klasy rozgrywkowej. W latach 2011–2013 występował w drużynie Estoril Praia. W pierwszym sezonie wywalczył awans do pierwszej ligi, trafiając dwanaście goli. W drugim sezonie pomógł drużynie w zajęciu piątego miejsca i awansie do Ligi Europy.
29 maja 2013 roku podpisał czteroletni kontrakt z FC Porto. 10 sierpnia 2013 roku trafił swoją pierwszą bramkę w spotkaniu Superpucharu Portugalii przeciwko Vitorii SC.
W 2014 roku przeszedł do Rayo Vallecano.

## Kariera reprezentacyjna
10 września 2013 roku zadebiutował w reprezentacji Portugalii, gdy wszedł na ostatnie sześć minut meczu towarzyskiego z reprezentacją Brazylii.